# جرد هریس
جرد هریس (انگلیسی: Jared Harris؛ زاده ۲۴ اوت ۱۹۶۱) هنرپیشه اهل بریتانیا است. وی از سال ۱۹۸۹ میلادی تاکنون مشغول فعالیت بوده است. 

## فیلم‌شناسی
- چشم عمومی (۱۹۹۲)
- نادجا (۱۹۹۴)
- مرد مرده (۱۹۹۵)
- قصه بلند (۱۹۹۵)
- روز پدر (۱۹۹۷)
- شادی (۱۹۹۸)
- سرسبز (۲۰۰۰)
- چگونه سگ همسایه خود را بکشید (۲۰۰۲)
- ایگبی به پایین می‌رود (۲۰۰۲)
- رزیدنت ایول: آخرالزمان (۲۰۰۴)
- بازپرداخت (۲۰۰۴)
- من عاشق کار شما هستم (۲۰۰۵)
- بتی پیج بدنام (۲۰۰۵)
- مورد عجیب بنجامین باتن (۲۰۰۸)
- اقدامات فوق‌العاده (۲۰۱۰)
- نگهبان (۲۰۱۰)
- شرلوک هلمز: بازی سایه‌ها (۲۰۱۱)
- لینکلن (۲۰۱۲)
- پمپئی (۲۰۱۴)
- مردی از یو.ان.سی.ال.ای. (۲۰۱۵)
- آخرین چهره (۲۰۱۶)
- چرنوبیل (۲۰۱۹)
- موربیوس (۲۰۲۲)
- هیولای دریا (۲۰۲۲)
- قهرمان تاریکی (۲۰۲۳)
- بیداری دوباره (۲۰۲۴)